# Selèucia del Tigris
Selèucia (grec antic: Σελεύκεια) o Selèucia del Tigris, fou una ciutat de la vora del Tigris construïda per Seleuc I Nicàtor, a uns 60 km al nord de Babilònia, amb materials de la qual fou construïda. Fou una de les principals ciutats selèucides i fins i tot més gran que Antioquia. Es diu que va arribar a tenir més de mig milió d'habitants. El seu govern local era autònom, amb un senat de 300 membres. Fou conquerida temporalment per Moló de Mèdia, sàtrapa rebel, i severament castigada per la deslleialtat. Quan els parts van construir Ctesifont, la ciutat va quedar parcialment despoblada i els materials es van fer servir per construir la nova ciutat.
Trajà la va ocupar (en realitat, els generals Eruci Clar i Juli Alexandre) i fou destruïda; la destrucció la va completar Cassi, el general de Lluci Ver, durant la guerra amb el rei part Vologès. Julià l'Apòstata la va trobar completament abandonada i la zona fou utilitzada per a caceres pels seus soldats.